# Finca Mon Repòs
|  | Pel que fa a la residència de Joaquim Torres-García als afores de Terrassa, vegeu Mon Repòs. |

La Finca Mon Repòs és un habitatge del municipi de Valls (Alt Camp).

## Descripció
Finca situada als afores de Valls, en una zona residencial. Comprèn l'habitatge i un extens jardí que l'envolta, limitat per una tanca amb un gran portaló d'accés. L'edifici, de planta quadrada, presenta un volum cúbic. La seva estructura és gairebé simètrica, llevat d'una torreta i una xemeneia estreta que s'alcen a la banda dreta.
A la façana principal, en situació central, hi ha un porxo d'entrada; a banda i banda de l'edifici hi ha dues estructures similars, però sense funció d'accés. La resta d'obertures són finestres rectangulars, de línia molt simple. La torreta té tres finestres d'inspiració medievals a cada costat. Té coberta a quatre vessants, de teula, material utilitzat així mateix en les cobertes de la resta de l'edifici. Dues mansardes s'insereixen a la teulada principal, a dos vessants.

## Història
La finca "Mon Repòs" es va construir a començaments de segle, segons projecte de l'arquitecte noucentista Cèsar Martinell. Situada en les proximitats de la zona residencial dels "Boscos de Valls", respon així mateix a un període de prosperitat econòmica de la burgesia vallenca. En l'actualitat, manté la seva funció inicial de residència.